# Armand Gatti
Dante Sauveur Gatti, más conocido como Armand Gatti (Mónaco, 26 de enero de 1924-Saint-Mandé, Isla de Francia; 6 de abril de 2017), fue un escritor, poeta, dramaturgo, realizador y guionista francés. 

## Biografía
Nació en Mónaco en 1924. Hijo de inmigrantes italianos: su padre, anarquista, trabajó de barrendero y de recolector de basura; su madre, piemontesa fue limpiadora. Creció en el 'poblado de barracas' de Tonkin (bidonville), en Beausoleil. Empezó sus estudios en el seminario de Saint-Paul en Cannes. Desde muy joven lee a Arthur Rimbaud y muestra un carácter muy rebelde, lo que vale la expulsión instituto.
En 1942, se enroló en la resistencia en Corrèze. Es ahí, donde empieza a componer sus primeros versos y ve crecer día a día su vocación literaria. En 1943, fue detenido por los Grupos Móviles de Reserva, una unidad paramilitar creada por el Gobierno de Vichy, y condenado a muerte. Sin embargo, su juventud le permite evitar el cumplimiento de la condena siendo deportado al campo de trabajo de Lindemann situado en Hamburgo. Enfrentado a la miseria, a las humillaciones y a las palizas Armand Gatti encuentra refugio en la poesía y en la lectura de autores como Antonio Gramsci, Henri Michaux, Nerval o Pierre Louÿs. En 1943, logra escaparse y regresar hasta Francia.
Una vez de regreso, decide cruzar el canal de la Mancha para alcanzar Londres. Ahí entra en el Special Air Service,[cita requerida] la principal fuerza de operaciones especiales que posee el ejército británico. 
Concluida la guerra empezó a ejercer como periodista en diarios como Parisien Libéré, Paris-Match, France Observateur, l’Express y Libération. En 1954, logra el Premio Albert Londres.
Su trabajo como periodista le permitió viajar a lugares como China, Corea, Siberia, Argelia, América del Sur, Cuba y sobre todo Guatemala. En este última país formó parte de la guerrilla. Sus numerosos viajes le permitieron conocer personajes que marcarían posteriormente su obra, como: Fidel Castro, Che Guevara, Mao Zedong, o también Henri Michaux, Jean Cavaillès, Kateb Yacine, Jean Vilar, Erwin Piscator.
Hasta 1959 no abandonó su labor como periodista para dedicarse al teatro. Para ello se instala en Montreuil y decide trabajar con lo que el llama sus "loulous", jóvenes marginales en fase de reinserción en la sociedad (personas recién salidas de prisión, delincuentes, drogadictos...).

## Obra

### Principales obras de Armand Gatti
Teatro
- 1958 : Le Poisson Noir
- 1659 : Le Crapaud-Buffle
- 1960 : Le Quetzal, L’Enfant-Rat
- 1962 : La Vie imaginaire de l’éboueur Auguste G., La Seconde existence du camp de Tatenberg, Le Voyage du Grand Tchou
- 1965:  La passion  du Général Franco
- 1966 : Chant public devant deux chaises électriques, Un homme seul
- 1967 : V comme Vietnam
- 1968 : Les Treize Soleils de la rue Saint Blaise, La Naissance, La Passion du Général Franco
- 1969 : Un Homme seul
- 1972 :  La Colonne Durruti
- 1973 : Rosa Collective
- 1989 : Les 7 possibilités du train 713 en partance d’Auschwitz
- 1992 : Le Chant d’amour des alphabets d’Auschwitz
- 1999 : La Parole Errante
- 2000 : De l’anarchie comme battements d’ailes I « Chicago, les Cinq solitudes du mot Révolution pour chanter les destins d’un

enfant Uccello sur les bords du lac Calumet »
- 2001 : De l’anarchie comme battements d’ailes II « Les pigeons de la grande guerre »
- 2002 : De l’anarchie comme battements d’ailes III « Docks, Comment Sauveur Lusona, mon grand-père à fait des docks de Marseille un jardin japonais »
- 2003 : De l’anarchie comme battements d’ailes IV « Ton nom était joie »
- 2012: " La traversée des langages" en la Editorial Verdier.

Sus obras han sido publicadas por las editoriales Verdier, Le Seuil, L’Arche y La Parole errante

### Traducciones al español
Todas traducciones de Miguel Ángel López Vázquez y Ángeles González Fuentes y publicadas por la Ed.  KRK
- La pasión del general Franco  ( 2009)
- Muerte-Obrero (2009)
- La vida imaginaria del basurero Augusto G. o La muerte de un anarquista ( 2010)
- La columna Durruti y La Tribu Carcana en guerra contra qué?(2011)
- De la anarquía como un batir de alas ( 2013)

### Películas
- 1960 : L’Enclos
- 1962 : El Otro Cristobal
- 1965 : La Première lettre
- 1969 : Le Passage de l’Ebre
- 1975-1977 : Le lion, sa cage et ses ailes
- 1981 : Nous sommes tous des noms d’arbres

### Obras sobre él
- Gatti, aujourd’hui, Gérard Golzan et Jean-louis Pays, Paris, Le Seuil, collection Théâtre, 1970
- Gatti : journal d’une écriture, Michel Séonnet et Stéphane Gatti, catalogue de l’exposition « cinquante ans de théâtre vus par les trois chats d’Armand Gatti », Artefact, 1987
- L’Aventure de la Parole errante, Armand Gatti et Marc Kravetz, L’Ether Vague, Toulouse, Verdier, Lagrasse, 1991
- Gatti (le principe vie. Pouvoir et puissance, résistance et souvenir dans l’œuvre d’Armand Gatti), Heinz Neumann-Riegner, Romanistischer Verlag Hillen, Bonn, 1993 ISBN 3-86143-010-X
- La Poésie de l’étoile. Paroles, textes et parcours, Armand Gatti et Claude Faber, ed. Descartes, Paris, 1997
- Armand Gatti, revue Europe, n°877, mai 2002
- Armand Gatti à Genève, Yvan Rihs, Nadine Ruegg, Claudine Pernecker, La Parole errante, 2003
- ´´El profesor de la Universidad de Oviedo Miguel Ángel López Vázquez, especialista en Gatti y  co-traductor de su obra, junto a la poeta Ángeles González Fuentes ,al español ha publicado varios artículos sobre Gatti y su obra y se han sido publicados en revistas como La Ratonera, ADE teatro, Primer Acto, Archivum, Incognita.